# Hof Trages
Der Hof Trages ist ein Hofgut im Besitz der Familie von Savigny.

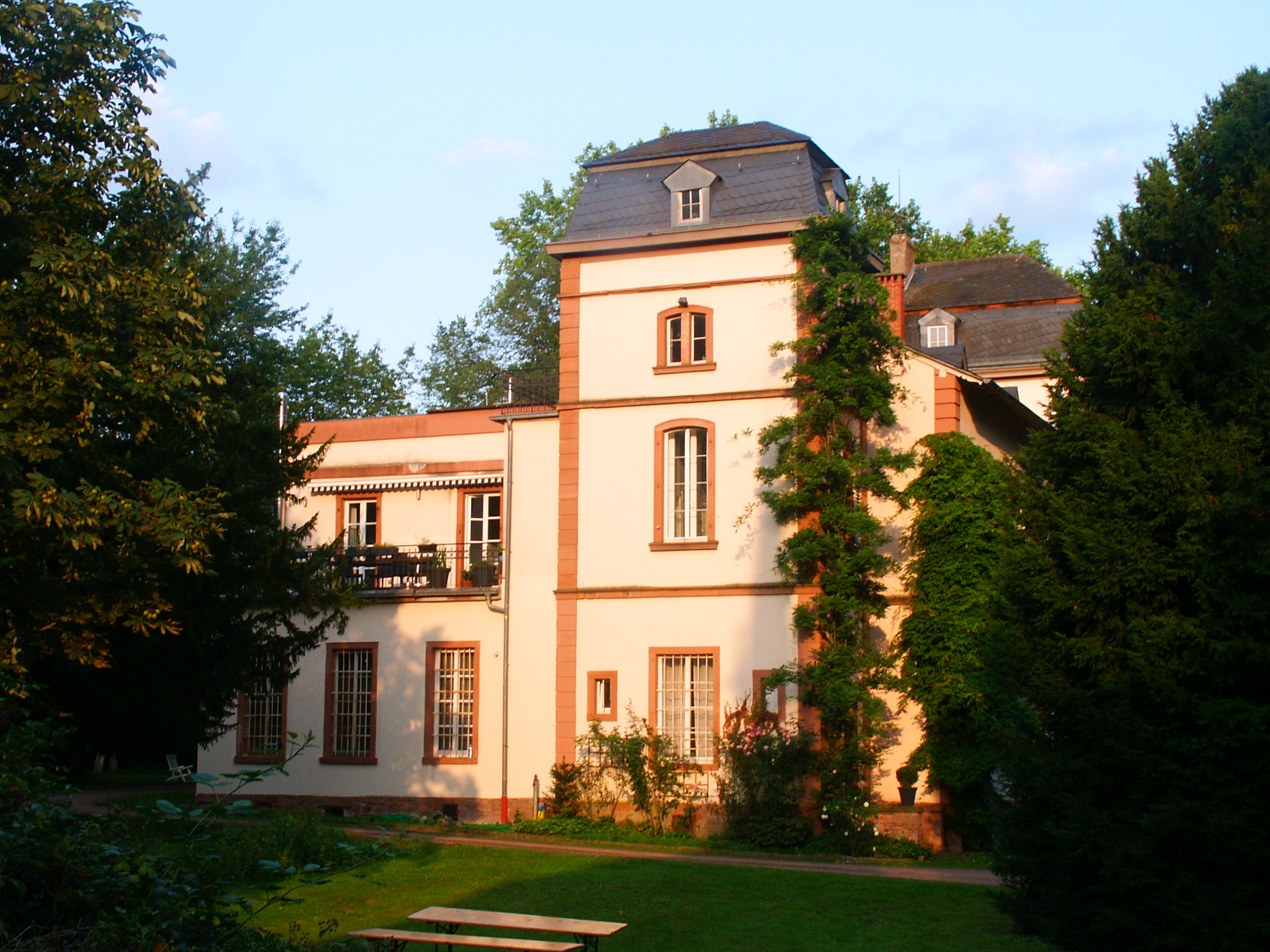
Schlossgebäude auf dem Hof Trages

## Geografische Lage
Der Hof Trages liegt in der Gemeinde Freigericht im Main-Kinzig-Kreis in Hessen, unmittelbar an der Grenze zu Bayern. Er befindet sich am Fuße des Altenmarkskopfes (269 m) auf einer Höhe von 212 m über NN, 2,5 Kilometer südwestlich von Somborn (Hessen), 2,3 Kilometer westlich des Alzenauer Stadtteils Albstadt (Bayern). Wenige Meter westlich des Hof Trages verläuft in Richtung der Anhöhe „Buchenkopf“ die Birkenhainer Straße, ein mittelalterlicher Heer- und Handelsweg zwischen Rhein- und Ostfranken.

## Geschichte

### Mittelalter
Der Hof nimmt die Stelle einer kleinen Siedlung ein, die auf einer Rodung wohl im 9. Jahrhundert durch einen Mann namens Drago vorgenommen wurde. Ursprünglich endete der Siedlungsname auf ein Grundwort wie hofen oder hausen, der jedoch schon in der ersten urkundlichen Erwähnung auf Dragus verkürzt wurde. Älteste urkundliche Zeugnisse sprechen ab dem 13. Jahrhundert von zwei Höfen an dieser Stelle. Der Hof gehörte zum Gericht Somborn, das wiederum Teil des Freigerichts Alzenau war. Dieses war zwar reichsunmittelbar, aber das Reich verpfändete oder vergab das Gebiet immer wieder. So wechselten die Landesherren, zu denen die Herren und späteren Grafen von Hanau, die Herren von Randenburg, die Herren von Eppstein und Kurmainz zählten.

### Frühe Neuzeit
1500 erhielten der Kurfürsten-Erzbischof von Mainz und die Grafen von Hanau-Münzenberg gemeinsam das Freigericht und damit auch Trages als Reichslehen. Sie übten die Landesherrschaft als Kondominium aus.
Im Dreißigjährigen Krieg wurde die Siedlung vollständig zerstört. Anschließend wurde der Aufbau des heutigen Hofs Trages begonnen. Ab 1727 befand er sich als Lehen des Grafen von Hanau in der Hand von dessen Kanzler von Cranz. Auf dem Erbweg gelangte der Hof 1787 schließlich an die Familie von Savigny, ein Adelsgeschlecht mit reichen Gütern in Westdeutschland.
Nach dem Tod des letzten Hanauer Grafen, Johann Reinhard III., 1736, erbte Landgraf Friedrich I. von Hessen-Kassel aufgrund eines Erbvertrages aus dem Jahr 1643 die Grafschaft Hanau-Münzenberg. Der Kurfürst von Mainz aber bestritt, dass der Erbvertrag auch das Freigericht und damit Trages umfasse. Nach militärischen und gerichtlichen Auseinandersetzungen kam es 1740 schließlich zum „Partifikationsrezeß“ zwischen beiden, einer Realteilung des Freigerichts. Dabei kam Trages zur Landgrafschaft Hessen-Kassel.

### Romantik
Während der napoleonischen Zeit stand der Hof Trages – wie das übrige Amt Büchertal – von 1806 bis 1810 unter französischer Militärverwaltung und gehörte dann von 1810 bis 1813 zum Großherzogtum Frankfurt, Departement Hanau. Anschließend fiel es an Hessen-Kassel, nunmehr „Kurfürstentum Hessen“ genannt, zurück. Hier kam es 1821 zu einer grundlegenden Verwaltungsreform, bei der der Hof Trages dem neu gebildeten Kreis Gelnhausen zugeordnet wurde.
Hof Trages entwickelte sich Anfang des 19. Jahrhunderts zum Treffpunkt und Rückzugsort zahlreicher später bekannt und berühmt gewordener Persönlichkeiten, die mit der deutschen Romantik verbunden sind. Dazu zählte der Jurist und spätere preußische Minister Friedrich Carl von Savigny (1779–1861), der den Hof von seinem Vater geerbt hatte.
Während einer Reise befreundete sich Friedrich Carl von Savigny in Jena mit dem gleichaltrigen Clemens Brentano (1778–1842). Karoline von Günderrode verliebte sich 1799 in den späteren Minister. Nach 1800 lehrte Friedrich Carl von Savigny an der Universität Marburg. Sein erster Marburger Schüler war Jacob Grimm über den sein Bruder Wilhelm Grimm zu dem Kreis hinzu stieß. 1804 vermählte sich Savigny mit Kunigunde Brentano, der älteren Schwester von Clemens und Bettina Brentano. 1805 lernte Savigny auch Achim von Arnim kennen. 1811 heiratete Bettina Brentano Achim von Arnim. Aus ihr wurde als Bettina von Arnim eine bedeutende Vertreterin der deutschen Romantik.
Dieser Kreis hielt sich häufig auf Hof Trages auf. Clemens Brentano schrieb hier in den 1830ern sein berühmtes Märchen Gockel, Hinkel und Gackeleia (erschienen 1838). Die Geschichte beginnt mit dem Satz „In Deutschland in einem wilden Wald, zwischen Gelnhausen und Hanau, lebte ein ehrenfester bejahrter Mann […]“. Im weiteren Text enthaltene Ortsbeschreibungen lassen vermuten, dass die romantische Klosterruine des nahen Kloster St. Wolfgang bei Hanau als Vorlage für den Schauplatz „Gockelsruh“ diente.
Nach seinem Tod 1861 erhielt Friedrich Carl von Savigny seine letzte Ruhestätte in der Berliner Hedwigskathedrale, der Zentralkirche der Berliner Katholiken. 1875 wurde sein Sarg in die Familiengruft der 1866 errichteten Kapelle von Hof Trages übergeführt.
Trages war früher ein selbständiger Gutsbezirk. Dieser wurde 1928 aufgelöst und Trages nach Somborn eingemeindet.

### Neuzeit
Das Schloss dient noch heute als Wohnsitz der Familie von Savigny. Ein Teil der Einrichtung aus der Zeit der Romantik und Friedrich Carl von Savignys ist erhalten. 1998 wurden große Teile des Inventars versteigert, was Michael Stolleis als „ungewöhnlich schmerzhaft“ bewertete. Der Gutshof wurde in einen Gastronomiebetrieb und das ihn umgebende Gelände in einen Golfplatz umgewandelt.

## Der Hof Trages in der Sage
Die Kapelle spielt eine Rolle in einer Sammlung der Spessartsagen. Laut der Geschichte Der Reiter auf dem Hof Trages gelobte ein früherer Gutsbesitzer in einer Bedrängnis den Bau einer Kapelle. Später vergisst er seinen Schwur und den Bau. Als Verstorbener findet er keine Ruhe im Grabe, sondern muss nächtens den Platz umreiten, wo die Kapelle errichtet werden sollte. Der Spuk endet erst, als ein Nachfahr sich erbarmt und das Versprechen erfüllt.

## Gebäude
Die Anlage ist insgesamt ein Kulturdenkmal nach dem Hessischen Denkmalschutzgesetz. Sie spielt im kulturellen Leben der Gemeinde Freigericht eine wichtige Rolle.

### Schloss
Das heutige Gebäude des Schlosses in neobarockem Stil stammt im Wesentlichen aus der zweiten Hälfte des 19. Jahrhunderts. An ihm wurde aber bis 1928 gebaut. Es umfasst ein ursprünglich barockes Gartenhaus, die beiden unteren Stockwerke des heute dreistöckigen Mittelrisaliten der Anlage.

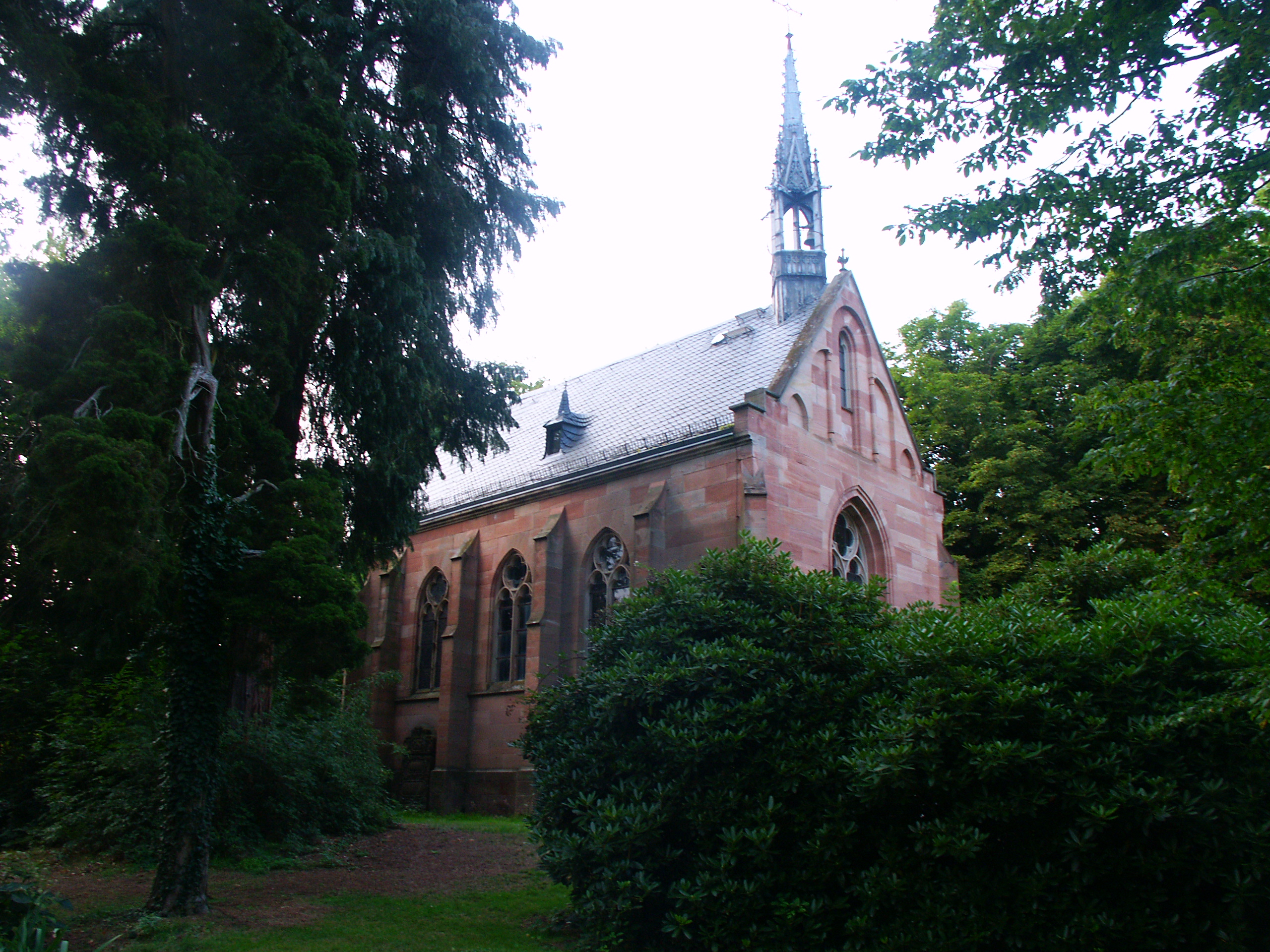
Kapelle
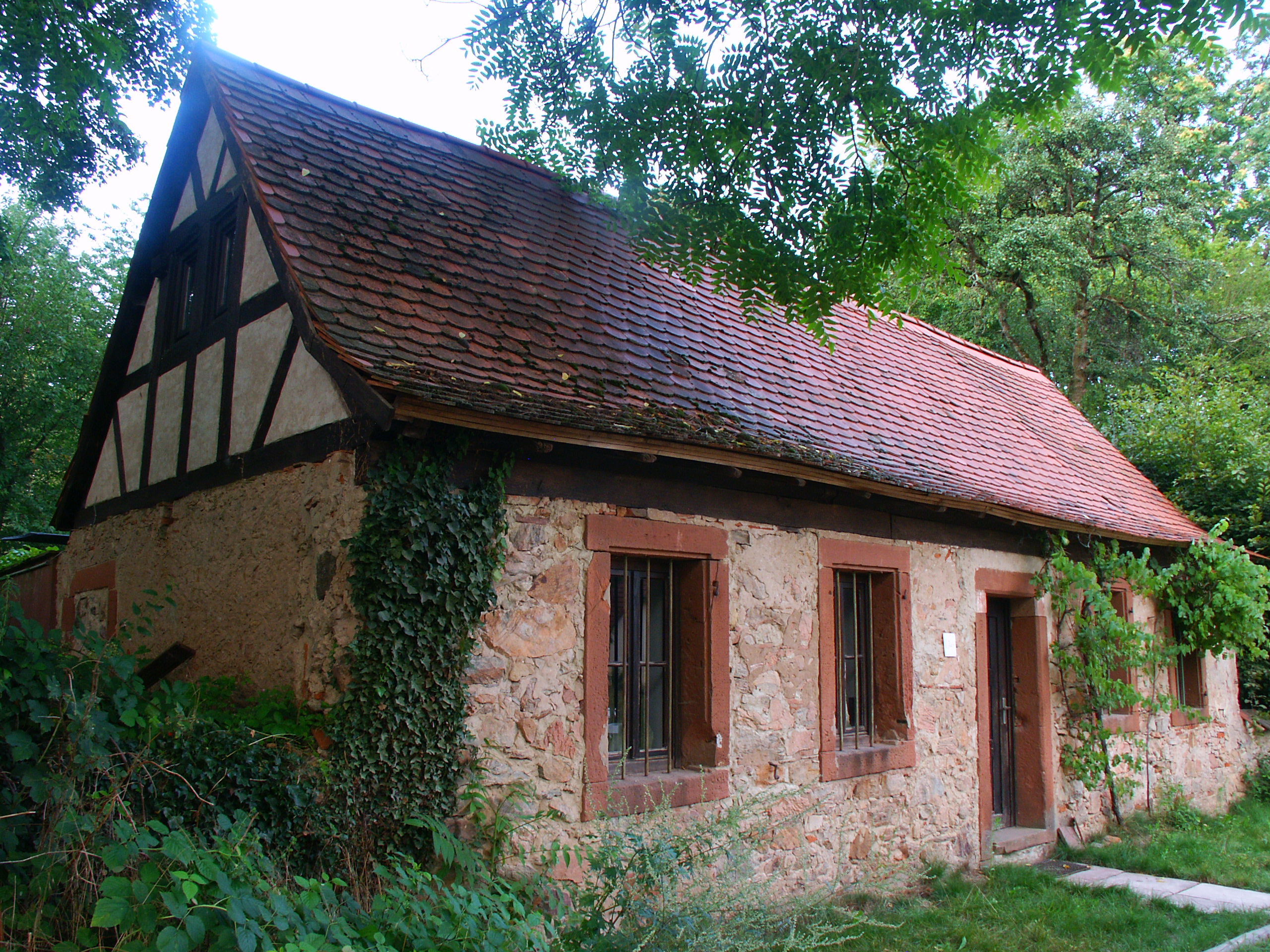
Karoline-von-Günderrode-Haus auf dem Hof Trages
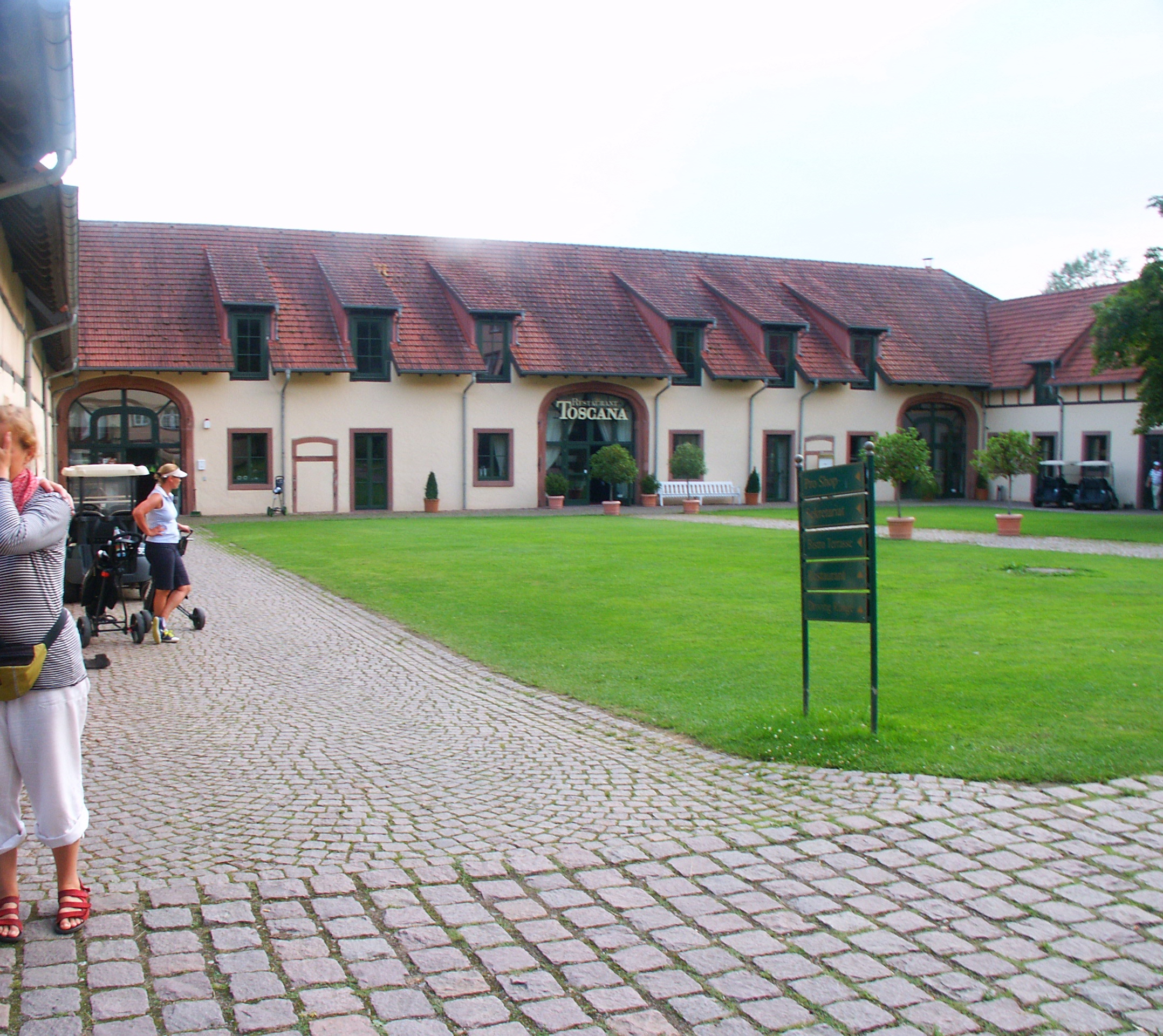
Wirtschaftshof des Hof Trages, nach Süden fotografiert

### Kapelle
Die Kapelle ist ein neugotischer, freistehender Bau im Park, einschiffig mit polygonalem Chorabschluss. Unter der Kapelle befindet sich die Gruft der Familie von Savigny. Die Kapelle wurde 1866 errichtet. Architekt war Vincenz Statz aus Köln.

### Karoline-von-Günderrode-Haus
Die Schriftstellerin Karoline von Günderrode lebte des Öfteren in einem Zimmer eines kleinen ursprünglich als Badehaus errichteten Häuschens auf dem Hof Trages.

### Wirtschaftshof
Der Wirtschaftshof besteht aus mehreren Wohn- und Wirtschaftsgebäuden, alle aus der Mitte des 18. Jahrhunderts, mit Umbauten aus dem 19. Jahrhundert.

### Park
Die barocke Parkanlage stammt aus der ersten Hälfte des 18. Jahrhunderts und weist die typisch strenge, symmetrische Gestaltung dieser Zeit und einen alten Baumbestand auf.

## Der Name Trageser
Der vorwiegend in Hessen und im bayerischen Kahlgrund vorkommende Familienname Trageser hat seinen Ursprung auf dem Hof.